# Córrego Maravilha
Der Córrego Maravilha ist ein etwa 16 km langer linker Nebenfluss des Rio Ivaí im Nordwesten des brasilianischen Bundesstaats Paraná.

## Etymologie
Maravilha bedeutet auf Deutsch Wunder. Córrego heißt Bach. Es handelt sich also um den Wunderbach.

## Geografie

### Lage
Das Einzugsgebiet des Córrego Maravilha befindet sich auf dem Terceiro Planalto Paranaense (Dritte oder Guarapuava-Hochebene von Paraná).

### Verlauf
Sein Quellgebiet liegt im Munizip Ivaté auf 339 m Meereshöhe  etwa 5 km östlich der Fazenda Serra Dourada in der Nähe der PR-578.
Der Bach verläuft zunächst in nördlicher Richtung. Nach etwa 13 km erreicht er fast den Rio Ivaí, wendet sich aber von ihm in Richtung Westen ab, bis er nach weiteren 3 km doch noch in ihn fließt. Er mündet auf 238 m Höhe von links in den Rio Ivaí. Er ist etwa 16 km lang.

### Munizipien im Einzugsgebiet
Der Córrego Maravilha verläuft vollständig innerhalb des Munizips Ivaté.